# Gmina Kochanowice
Gmina Kochanowice je vesnická obec v okrese Lubliniec ve Slezském vojvodství.
Podle statistických údajů z 30. června 2012 v obci žilo 6850 osob.

## Historie
Po roce 1138 ve vlastnictví se střídali majitelé od Slezského knížectví, přes Opolské knížectví až po Wielkostrzlecké. Po roce 1460 byla součástí Českého království a později Rakouské monarchie. V letech 1743–1757 byly začleněny pod vládu Pruského království. Po ukončení první světové války a slezských povstáních se stala opět součástí Polské republiky.
V letech 1975–1998 byla začleněna pod správu Čenstochovského vojvodství. Po roce 1999 patří pod Slezské vojvodství.

## Povrch
Gmina se rozkládá na Slezské vysočině v severozápadní části Slezského vojvodství v okrese Lubliniec.
Podle statistických údajů z roku 2002 gmina Kochanowice má rozlohu 80,02 km2: z toho tvoří
- zemědělská půda: 49,46 %
- lesy a lesní porost: 43 %

Obec zaujímá 9,7 % povrchu okresu Lubliniec.

## Počet obyvatel
Údaje jsou z roku 2004, 2008 a 2011
|                               | celkem | celkem | ženy | ženy | muži | muži  |
| rok                           | osob   | %      | osob | %    | osob | %     |
| ----------------------------- | ------ | ------ | ---- | ---- | ---- | ----- |
| 2004                          | 6715   | 100    | 3420 | 50,9 | 3295 | 49,1  |
| hustota počet obyvatel na km2 | 83,9   | 83,9   | 42,7 | 42,7 | 41,2 | 41,2  |
| 2008                          | 6660   | 100    | 3435 | 51,6 | 3225 | 48,4  |
| 2011                          | 6785   | 100    | 3470 | 51,1 | 3315 | 48,9  |
| 2013                          | 6866   | 100    | 3516 | 51,2 | 3350 | 48,8  |
| 2015                          | 6905   | 100    | 3505 | 51,0 | 3367 | 49,09 |

## Starostenské obce
Kochanowice, Droniowice, Harbułtowice, Jawornica, Kochcice, Lubecko, Lubockie-Ostrów, Pawełki.

## Obce bez starostenství
Gajówka Kochcice, Swaciok, Szklarnia, Śródlesie.

## Sousední gminy
Ciasna, Herby, Koszęcin, Lubliniec, Pawonków.

## Partnerské město
- Schöllkrippen (Německo)

## Zajímavosti
Na území gminy se nachází železniční dráhy Varšava – Opolí a Katovice – Poznaň. A procházejí krajské silnice Katovice – Poznaň (S11) a Opolí – Čenstochová (DK46).